# 2007—2008年南太平洋熱帶氣旋季
2007－2008年南太平洋熱帶氣旋季在2007年11月1日開始，並在2008年4月30日完結。

## 簡介
此文內容只包含在南太平洋和塔斯曼尼亞海形成的熱帶氣旋的介紹。
風暴是由斐濟和新西蘭命名的。
在斐濟和威靈頓警告範圍的熱帶低氣壓就會被編號為xxF。

## 熱帶氣旋
如果一個熱帶低氣壓在南緯0-25度，東經160度至西經120度之間增強為熱帶氣旋的話，Nadi颱風中心就會為它命名。如果一個罕有熱帶低氣壓在南緯25-40度，東經160度至西經120度之間增強為熱帶氣旋的話，威靈頓熱帶氣旋警報中心應從斐濟名字列表取名。

### 熱帶低氣壓01F
在10月17日，一熱帶擾動在巴布亞新畿內亞之東南形成。同日，它增強為一熱帶低氣壓。第二天，它減弱為一熱帶擾動。10月19日，它減弱為一低壓區，斐濟氣象部為它發出最後報告。

### 熱帶低氣壓02F
在11月20日，一熱帶低氣壓在南太平洋形成。11月22日，斐濟氣象部為它發出最後報告。

### 熱帶低氣壓03F
在11月24日，一熱帶擾動在南太平洋形成。第二天，它增強為一熱帶低氣壓。11月28日，它減弱為一熱帶擾動。第二天，斐濟氣象部為它發出最後報告。11月30日，斐濟氣象部重新為它發出報告，並將它升格為熱帶低氣壓。同日，斐濟氣象部為它發出最後報告。同日，斐濟氣象部重新為它發出報告。12月2日，斐濟氣象部為它發出最後報告。

### 強烈熱帶氣旋達曼（Daman）
在12月3日，一熱帶低氣壓在南太平洋形成。12月5日，它增強為一熱帶氣旋並被命名為Daman。12月9日，它減弱為一熱帶低氣壓。第二天，它減弱為一低壓區，斐濟氣象部為它發出最後報告。

### 熱帶低氣壓05F
在12月11日，一熱帶低氣壓在南太平洋形成。12月14日，斐濟氣象部為它發出最後報告。

### 熱帶擾動06F
在12月26日，一熱帶擾動在庫克群島南部附近形成。12月28日，斐濟氣象部為它發出最後報告。

### 熱帶氣旋埃利莎（Elisa）
在1月7日，一熱帶低氣壓在斐濟之東南形成。1月10日，聯合颱風警報中心將它確認為熱帶氣旋。同日，它增強為一熱帶氣旋並被命名為Elisa。第二天，聯合颱風警報中心為它發出最後報告。同日，它減弱為一熱帶低氣壓。同日，斐濟氣象部為它發出最後報告。

### 熱帶低氣壓08F
在1月9日，一熱帶低氣壓在瓦努阿圖之東北形成。1月12日，它減弱為一熱帶擾動。同日，它重新增強為一熱帶低氣壓。1月14日，它減弱為一熱帶擾動。同日，斐濟氣象部為它發出最後報告。

### 熱帶低氣壓09F
在1月12日，一熱帶低氣壓在東加附近形成。第二天，斐濟氣象部為它發出最後報告。

### 熱帶氣旋富納（Funa）
在1月15日，一熱帶低氣壓在新喀里多尼亞附近形成。第二天，它增強為一熱帶氣旋並被命名為Funa。同日，聯合颱風警報中心將它確認為熱帶氣旋。1月17日，它在Espiritu Santo登陸。1月20日，聯合颱風警報中心為它發出最後報告。同日，它轉性為一溫帶低壓，新西蘭氣象部為它發出最後報告。

### 熱帶低氣壓11F
在1月20日，一熱帶低氣壓在南太平洋形成。1月22日，它轉性為副熱帶低壓，被斐濟氣象部定為低氣壓。第二天，斐濟氣象部為它發出最後報告。

### 熱帶氣旋吉納（Gene）
在1月26日，一熱帶低氣壓在Nadi之東北形成。第二天，它在Vanua Levu登陸。同日，聯合颱風警報中心將它確認為熱帶氣旋。1月28日，它增強為一熱帶氣旋並被命名為Gene。同日，它在Viti Levu登陸。2月6日，它轉性為一溫帶低壓，新西蘭氣象部為它發出最後報告。同日，聯合颱風警報中心為它發出最後報告。

### 熱帶低氣壓13F
在2月17日，一熱帶低氣壓在南太平洋形成。第二天，斐濟氣象部為它發出最後報告。

### 熱帶低氣壓14F
在3月19日，一熱帶擾動在南太平洋形成。同日，它增強為一熱帶低氣壓。第二天，聯合颱風警報中心將它確認為熱帶氣旋。3月21日，聯合颱風警報中心為它發出最後報告。3月23日，斐濟氣象部為它發出最後報告。

### 熱帶低氣壓15F
在4月4日，一熱帶低氣壓在新喀里多尼亞附近形成。4月7日，斐濟氣象部為它發出最後報告。

### 熱帶低氣壓16F
在4月17日，一熱帶低氣壓在霍尼亞拉之西南形成。第二天，聯合颱風警報中心將它確認為熱帶氣旋。4月19日，聯合颱風警報中心為它發出最後報告。同日，斐濟氣象部為它發出最後報告。

## 風暴名稱
| - Daman 04F - Elisa 07F - Funa 10F - Gene 12F - Hettie（未用） - Innis（未用） - Joni（未用） - Ken（未用） - Lin（未用） |

## 內部連結
- 2007－2008年澳洲地區熱帶氣旋季
- 2007－2008年西南印度洋熱帶氣旋季
- 2007年太平洋颱風季
- 2007年太平洋颶風季
- 2007年大西洋颶風季
- 2007年北印度洋氣旋季
- 2008年太平洋颱風季
- 2008年太平洋颶風季
- 2008年大西洋颶風季
- 2008年北印度洋氣旋季

| 01F | 02F | 03F | D | 05F | 06F | E   | 08F |
|     |     |     |   |     |     |     |     |
| 09F | F   | 11F | G | 13F | 14F | 15F | 16F |

| 斐濟氣象局熱帶氣旋等級 |    |    |    |    |    |
| TD                     | C1 | C2 | C3 | C4 | C5 |